# 勢不可擋的巨大望遠鏡
勢不可擋的巨大望遠鏡（Overwhelmingly Large Telescope）是歐洲南方天文台組織為一架極大望遠鏡的概念性設計，單一孔徑直徑為100 公尺。由於建造這種前所未有的望遠鏡的複雜性和成本，歐洲南方天文台決定將重點放在直徑39公尺的極大望遠鏡上。

## 概念
勢不可擋的巨大望遠鏡於1998年首次提出，當時估計2010-2015年技術上可行。
雖然最初的100公尺設計不會超過干涉望遠鏡的角分辨能力，但具有出色的聚光和成像能力。勢不可擋的巨大望遠鏡希望定期觀測到視星等38等的天體，比哈伯太空望遠鏡偵測到最暗的天體暗1,500倍。

著名光學望遠鏡主鏡面積比較，點選影像可看大圖。

## 外部連結
- 维基共享资源上的相關多媒體資源：勢不可擋的巨大望遠鏡
- The ESO 100-m optical telescope concept
- OWL BLUE BOOK – Phase A design report
- ESO – ELT
- The Future of Filled Aperture Telescopes: Is a 100 m feasible?